# Belfort van Tielt
De Hallentoren is een belforttoren in de Belgische stad Tielt. Het bouwwerk staat op de markt en was symbool voor de onafhankelijkheid van de stad. De belforttoren staat op de vroegere lakenhalle en wordt daarom hallentoren genoemd.

## Geschiedenis
De Tieltse hallentoren werd in 1275 op de Markt gebouwd. Het bouwwerk werd meermaals vernield en telkens opnieuw opgetrokken. Het huidige gebouw dateert uit 1558-1560. Tanneke Sconyncx, beschuldigd van hekserij, bezweek in de hallentoren na dagenlange martelingen.
Het gebouw werd opgetrokken in renaissancestijl. De heraldische sierstukken boven de galerijen zijn laat-19de-eeuwse toevoegingen. Ze stellen de wapenschilden van belangrijke heerlijkheden en Tieltse families uit de feodale periode voor.
De hallentoren herbergt sinds 1773 een beiaard die werd gemaakt door de befaamde Brugse klokkengieters Duméry. De beiaard bestaat uit 36 klokken.
In 1999 werd de hallentoren als onderdeel van de Belforten in België en Frankrijk toegevoegd aan de Werelderfgoedlijst van de UNESCO. Ter gelegenheid hiervan werd een gedenkplaat aangebracht.
In 2006 werd besloten om het belfort te renoveren. Sinds januari 2008 waren er een paar jaar grote werken bezig en was de hallentoren tijdelijk ontoegankelijk.

## Huidig gebruik
Op de eerste verdieping bevindt zich een "koppenmuseum". Dit museum bevat een verzameling van 78 polyester reuzenkoppen van internationale naoorlogse politici. Deze koppen zijn een overblijfsel van de Europastoet die in 1986 uitging.

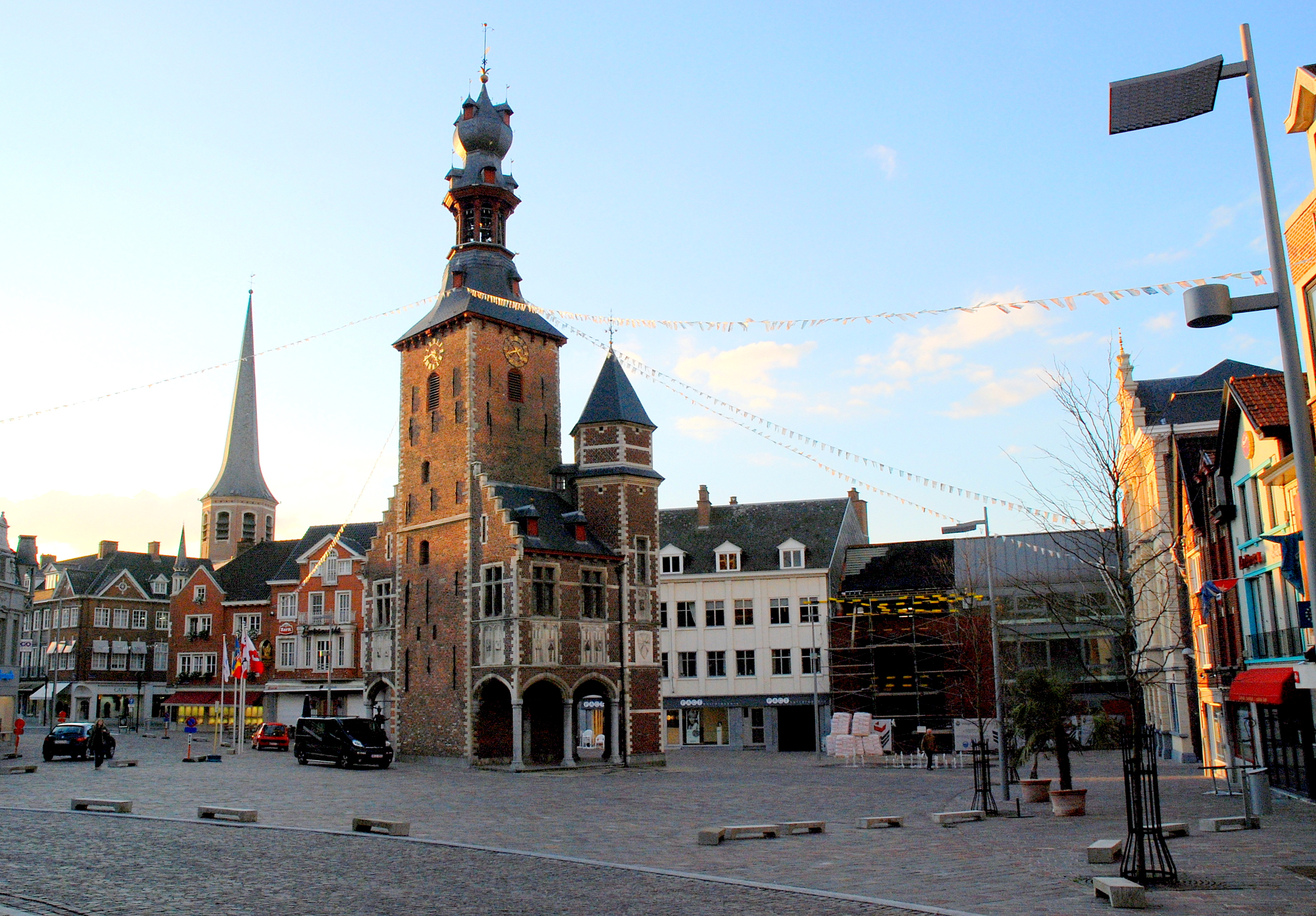
De andere zijde van de hallentoren